# Michelle Olvera
Michelle Olvera (Mexikóváros, 1998. november 11. –) mexikói színésznő. 
Nagyobb ismertséget A végzet asszonya című sorozat hozott számára, melynek első évadjában Isabela Sandovalt formálta meg.

## Filmográfia

### Film
2014: Huérfanos – Petra

### Televízió
| Év        | Magyar cím        | Eredeti cím                               | Szerep                              | Megjegyzések                                                     | TV stúdió   |
| --------- | ----------------- | ----------------------------------------- | ----------------------------------- | ---------------------------------------------------------------- | ----------- |
| 2015–2016 |                   | El Señor de los Cielos                    | Haydee                              | visszatérő szerep (28 epizód)                                    | Telemundo   |
| 2016–2017 | A végzet asszonya | La Doña                                   | Isabela Sandoval                    | - 1. évad (97 epizód) - magyar hangja:[forrás?] - Pekár Adrienn  | Telemundo   |
| 2018      |                   | No Fear of Truth: You Are No Longer Alone | Aranza                              | 1 epizód                                                         | Televisa    |
| 2018      |                   | 40 y 20                                   | Fran barátja                        | 1 epizód                                                         | Blim        |
| 2018–2020 | Noob csapat       | Noobees                                   | Silvia Rojas                        | - főszereplő (1-2. évad) - magyar hangja:[forrás?] - Jelinek Éva | Nickelodeon |
| 2019      |                   | This Is Silvia Pinal                      | fiatal María Luisa "Merilú" Hidalgo | 1 epizód                                                         | Televisa    |